# Euplocamus
Euplocamus is een geslacht van vlinders van de familie echte motten (Tineidae), uit de onderfamilie Euplocaminae.

## Soorten
- E. anthracinalis

Sterrenhemelmot (Scopoli, 1763)
- E. biernerti Staudinger, 1870
- E. charadropis Meyrick, 1934
- E. delagrangei Ragonot, 1895
- E. demodes Meyrick, 1924
- E. hierophanta Meyrick, 1916
- E. melanchrodes Meyrick, 1916
- E. ophisa (Cramer, 1779)
- E. ophisus (Cramer, 1779)
- E. pallidellus Christoph, 1887
- E. schaeferi Amsel, 1959
- E. strigosa Moore, 1888
- E. tanylopha Meyrick, 1932
- E. triplatynta Meyrick, 1934